# 根本敬介
根本 敬介（ねもと けいすけ、1979年5月31日 - ） は、日本の松涛館流 空手の師範である。 彼は組手でJKA全日本選手権を獲得。現在、日本空手協会の師範を務めている。
1979年5月31日に千葉県生まれ。 千葉工業大学で学んでいる。 彼の空手の訓練は5歳で始まった。

## 競技歴
JKA全日本空手道選手権で複数回優勝し、船越義珍杯世界空手道選手権大会で2回3位を獲得している。  
- 第12回船越義珍カップ世界空手道選手権大会（パタヤ、2011）– 3位組手
- 第10回船越義珍カップ世界空手道選手権大会（シドニー、2006）– 3位組手
- 第53回JKA全日本空手道選手権（2010）–組手1位
- 55回JKA全日本空手道選手権（2012）–組手1位[要出典] [ 引用が必要 ][ 引用が必要 ]
- 第56回JKA全日本空手道選手権（2013）–組手1位[要出典] [ 引用が必要 ]